# Christian Berkel
Christian Berkel, född 28 oktober 1957 i Berlin, är en tysk skådespelare, verksam sedan 1970-talet. Han filmdebuterade i en liten roll i Ingmar Bergmans tyska produktion Ormens ägg 1977. Han har senare även utöver tysk filmproduktion medverkat i internationella filmer.

## Filmografi, urval
- 1977 – Ormens ägg
- 2001 – Experimentet
- 2004 – Undergången – Hitler och Tredje rikets fall
- 2008 – Flamman och Citronen
- 2008 – Valkyria
- 2009 – Inglourious Basterds
- 2015 – The Man from U.N.C.L.E.
- 2015 – Trumbo
- 2016 – Elle
- 2021–2023 – Furia (TV-serie)